# 黄家乡 (衢州市)
黄家乡，是中国浙江省衢州市柯城区所辖的一个乡。

## 下辖行政区
下辖：
寺前村、张家村、旺吴村、四都刘村、下刘村、山底村、东山村、王千秋村、黄家村、十五里村、后川祝村、坑西村、宣家村、新铺村、下卢村、吕宅村、东周村、上草铺村和陈西村。